# Штефан, Руди
Руди Штефан (нем. Rudi Stephan; 29 июля 1887, Вормс — 29 сентября 1915, под Тернополем) — немецкий композитор.

## Биография
Начал сочинять музыку гимназистом в 1904 году, на следующий год, не закончив гимназии, отправился во Франкфурт-на-Майне для занятий теорией музыки у Бернхарда Зеклеса. Через год он продолжил занятия гармонией и контрапунктом в Мюнхене у Рудольфа Луиса. Собственно уроков композиции Штефан, как считается, никогда не брал, решив в наивозможной мере хранить индивидуальность. Первое завершённое сочинение Штефана относится к 1908 году, в 1911 году он организовал первый концерт из своих произведений. В 1912—1913 гг. несколько сочинений Штефана привлекли к нему внимание профессионалов: Штефан подписал контракт с крупным музыкальным издательством Schott, на 1915 год была намечена премьера его первой оперы «Первые люди» (нем. Die ersten Menschen) во Франкфуртской опере.
Однако с началом Первой мировой войны эти перспективы рухнули. В марте 1915 года Штефан поступил добровольцем в германскую армию и после нескольких месяцев обучения был направлен на восточный фронт в Галицию, где через две недели после прибытия был убит.
«Первые люди» Штефана всё же были поставлены во Франкфуртской опере в 1920 году, став первой послевоенной премьерой на этой сцене. В том же году музыкальный критик Карл Холль выпустил монографию о Штефане. Затем композитор был забыт, и лишь в 1980-е гг. началось возрождение интереса к его творчеству. Альбом симфонической музыки Штефана записал в 2005 году Мельбурнский симфонический оркестр под руководством Олега Каэтани (солист Сергей Стадлер).
Основные произведения Штефана — две пьесы с одинаковым названием «Музыка для оркестра» (нем. Musik für Orchester, 1910 и 1912), «Музыка для скрипки и оркестра» (1911), «Музыка для семи струнных инструментов» (1911): названия отражают мысль композитора о том, что музыке чужды какие-либо изобразительные задачи и она не означает ничего, кроме самой себя (эта эстетическая концепция получила известность как автономная музыка). Позднеромантическая тенденция переплетается в музыке Штефана с влиянием идей и практики Арнольда Шёнберга.